# 遠藤奈央子
遠藤 奈央子（えんどう なおこ、1974年9月20日 - ）は、教育者としての顔をもつ実業家。社会起業家。社会福祉士。一般社団法人民間学童保育協会　設立代表理事。

## 来歴
新潟県長岡市出身。米百俵で開校された「国漢学校」長岡市立阪之上小学校、新潟県立長岡高等学校、1995年同志社大学商学部卒業。株式会社リクルート、IBMビジネスコンサルティングサービス株式会社勤務。
2010年4月　株式会社ビジョンゲートを設立。
2011年4月　民間学童保育「こどもクリエ塾」設立し、直接指導した子どもは延べ1,800人を超える
。タイ・バンコクにKidsClieを開校し、「AIに負けない子育て術」等の講演活動も行う。
2019年2月『「民間学童」の作り方』(日本実業出版社)を出版。
2019年4月　日本最大級の起業支援プラットホーム・ドリームゲート認定アドバイザーとして、全国の民間学童開業を支援する。
2020年3月　新型コロナ蔓延防止に伴い小学校休校決定を受けて、いち早く学童開校を決定したことが報道された。
2022年2月　コロナ禍での学童保育運営についての取り組みが報じられた。
2022年5月　自民党公認　参院選比例代表予定者として発表された。
2022年7月　『「自分でできる子」に育つ放課後時間の過ごし方　ほめる・叱る・見守る・親も育つ』（講談社）出版。
2023年4月20日　一般社団法人民間学童保育協会　設立シンポジウムにて設立代表理事として挨拶が報道された。

2024年10月11日　衆議院選挙比例・北陸信越ブロック　自民党公認候補者として発表された。

## 出演
- 首都圏ネットワーク（NHK）
- ワールドビジネスサテライト（テレビ東京）
- ゆうがたサテライト（テレビ東京）
- 報道ステーション （テレビ朝日）
- Nスタ（TBS)
- スーパーJチャンネル（テレビ朝日）